# Jivina (district de Beroun)
Pour les articles homonymes, voir Jivina.
Jivina (en allemand : Jiwin) est une commune du district de Beroun, dans la région de Bohême-Centrale, en République tchèque. Sa population s'élevait à 194 habitants en 2020.

## Géographie
Jivina se trouve à 9 km au sud-est de Zbiroh, à 27 km au sud-ouest de Beroun et à 54 km au sud-ouest de Prague.
La commune est limitée par Komárov au nord et à l'est, par Zaječov au sud, et par Olešná à l'ouest.

## Histoire
La première mention écrite de la localité date de 1368.